# Állami főhivatalnok (Egyesült Királyság)
Az Egyesült Királyságban a hagyományos udvari tisztségek a feudális korszakból származó hivatalok, amelyek mára jellemzően ceremoniális szerepköröket töltenek be. A pozíciók többnyire öröklés útján kerülnek betöltésre, vagy kinevezéssel, és elsősorban a történelmi hagyományokat képviselik. Kivételt képez az Lord High Chancellor tisztség, amely továbbra is aktív kormányzati funkciót takar, modern néven az igazságügyi minisztert. Külön hagyományos udvari tisztségek léteztek, léteznek Anglia és Wales, Skócia, valamint korábban Írország számára, bár egyesek Nagy-Britannia és az Egyesült Királyság egészére kiterjedően is fennmaradtak.

## Anglia
Az Angol Királyságban létrehozott címek idővel Nagy-Britannia, majd az Egyesült Királyság címeivé váltak. A következő táblázat egyben a tisztségek rangsorát is mutatja, a Lord High Steward a legmagasabb tisztség a felsoroltak  között.

| Tisztség                      | Mai állapot | Gyakorlati hatalom                                                       |
| ----------------------------- | --- | ------------------------------------------------------------------------ |
| Lord High Steward             | Ritkán töltik be. Elsősorban ceremoniális szerepet tölt be, például koronázási szertartásokon.                                                | Szinte nincs.                                                            |
| Lord High Chancellor          | Aktív tisztség, ma az Egyesült Királyság igazságügyi minisztere.                                                                              | Jelentős; felelős az igazságszolgáltatási rendszerért és a bíróságokért. |
| Lord High Treasurer           | A tisztség 1714 óta „szünetel”; a kincstári feladatokat ma a pénzügyminiszter (Chancellor of the Exchequer) látja el.                         | Nincs.                                                                   |
| Lord President of the Council | Aktív tisztség, általában magas rangú kormánytag tölti be, aki az Államtanács (Privy Council) elnöke.                                         | Korlátozott, de a kormányzati struktúrában fontos szerepe van.           |
| Lord Privy Seal               | Aktív tisztség, általában politikai kinevezett tölti be, de a feladatai főként ceremoniálisak.                                                | Csekély.                                                                 |
| Lord Great Chamberlain        | Elsősorban ceremoniális szerepet tölt be, például a Parlament megnyitóján. A tisztség örökletes, és különböző családok között oszlik meg.     | Nincs.                                                                   |
| Lord High Constable           | Csak ritka alkalmakkor, például koronázásokon töltik be.                                                                                      | Nincs.                                                                   |
| Earl Marshal                  | Aktív tisztség, főként ceremoniális szereppel, például állami temetések és koronázások szervezésében. A Howard család birtokolja örökletesen. | Korlátozott, de ceremoniálisan fontos.                                   |
| Lord High Admiral             | A tisztséget ma a brit monarcha tölti be, így gyakorlati hatalma nincs, de az admiralitás történeti tisztelete miatt megtartották.            | Nincs.                                                                   |

### Lord High Steward
A Lord High Steward  ma már kizárólag ceremoniális szerepet tölt be, különösen a koronázások során. Eredetileg a középkorban a tisztség birtokosa a királyi háztartás és igazságszolgáltatás egyik vezetője volt. A pozíciót az első időkben a Leicester grófok örökölték, míg 1399-ben a korona birtokába került. Azóta a tisztség betöltése alkalmi, és főként koronázásokra korlátozódik, amikor a Lord High Steward Szent Eduárd koronáját viszi. A XV. század óta a tisztség betöltetlen, leszámítva az ilyen ritka eseményeket. A korai időszakban a Lord High Steward az ország egyik legbefolyásosabb hivatalnokának számított, de idővel a hatásköre csökkent, különösen az igazságszolgáltatást illetően, amit később a főbírói tisztség vett át. A tisztséget egyes történelmi források az igazságszolgáltatás korai reformjainak szimbólumaként említik. Bár egykor a főrendek pereiben is elnökölt, az utolsó ilyen eljárás 1806-ban történt. Manapság a tisztség szimbolikus, és nem tartozik hozzá kormányzati hatáskör. Az eredeti funkciók közül néhány a háztartási hivatalok között oszlott meg, amelyek felett ma más tisztségviselők rendelkeznek.

### Lord High Chancellor
A Lord High Chancellor az igazságszolgáltatási rendszerhez, a kormányzathoz és a ceremoniális funkciókhoz kapcsolódik. A pozíció története az angolszász időkre nyúlik vissza, amikor a kancellár a király titkára volt, felelős a hivatalos okiratokért és pecsétekért. A Lord High Chancellor hagyományosan az uralkodó közvetlen tanácsadója volt, és kulcsszerepet játszott a jogszolgáltatásban. A XIX. századig ő volt az igazságügyi rendszer legfőbb bírája, és a lordkancellár vezette a Lordok Házának üléseit is. A tisztség a brit alkotmány fejlődése során jelentősen átalakult, különösen a 2005-ös alkotmányreform után, amely csökkentette a kancellár bírói hatáskörét. Ma a Lord High Chancellor egyben az igazságügyi miniszter, és a kormány részeként az igazságszolgáltatásért felel. A pozíció viselője kinevezéssel kerül a tisztségbe, amelyet a miniszterelnök javaslatára az uralkodó hagy jóvá. A modern kancellár felelős a bírósági rendszer hatékony működéséért és az igazságügyi reformokért Angliában és Walesben. Ceremoniális szerepe is megmaradt, például a koronázási szertartásokon. Az évek során a Lord High Chancellor feladatköre és politikai szerepe egyaránt alkalmazkodott az alkotmányos és kormányzati változásokhoz, de a tisztség továbbra is a brit közjog egyik alapvető eleme.

### Lord High Treasurer
A Lord High Treasurer eredetileg a királyi pénzügyek kezeléséért volt felelős. A tisztség viselője a kincstárat (Treasury) irányította, és jelentős hatalommal bírt az ország pénzügyi és gazdasági ügyeinek ellenőrzésében. Az angol történelem során a Lord High Treasurer gyakran a király legbizalmasabb tanácsadója volt, aki a kincstári bevételek és kiadások egyensúlyáért felelt. A pozíció az 1700-as évek elején kezdte elveszíteni központi szerepét, amikor a kormányzati struktúrában új pozíciókat hoztak létre. 1714 óta a tisztség hivatalosan „betöltetlen“, és a kincstár vezetését a Pénzügyminiszter (Chancellor of the Exchequer) vette át. Ma a Lord High Treasurer pozícióját szimbolikusan az uralkodó birtokolja, de a gyakorlati hatásköröket a pénzügyminiszter látja el. A tisztséghez kapcsolódó legfontosabb jelvény a kincstári bot (White Staff), amelyet ceremoniális eseményeken viseltek. A pozíció történelmileg a pénzügyi fegyelem és a királyi hatalom szimbóluma volt, de mára csupán történelmi emlék. A Lord High Treasurer szerepe emlékeztet arra az időszakra, amikor az angol kormányzás központosított volt, és a király közvetlenül irányította a pénzügyeket.

### Lord President of the Council
A Lord President of the Council, magyarul a Titkos tanács elnöke, az Egyesült Királyság kormányának egyik hagyományos tisztsége. A modern időkben a tisztség elsősorban ceremoniális, és általában magas rangú kormánytisztviselő tölti be, aki a kabinet tagja. Bár a Privy Council ülései ma már ritkán fordulnak elő, a tisztség hagyományos jelentősége megmaradt. A tisztség betöltője időnként különleges feladatokat kap a miniszterelnöktől, például reformok vagy stratégiai kormányzati ügyek irányításában. A Lord President szerepe az évszázadok során alkalmazkodott a kormányzati struktúrák változásaihoz. A XIX. század végéig például az oktatási ügyekért is felelős volt, míg ez a feladatkör később külön minisztériumhoz került. A tisztség betöltője gyakran a Lordok Házának tagja, de előfordult, hogy az Alsóházból választották ki. Az állami ceremóniákban is részt vesz, például koronázások alkalmával. Bár közvetlen politikai hatalma nincs, a Lord President továbbra  is része az Egyesült Királyság politikai rendszerének.

### Lord Privy Seal
A Lord Privy Seal történelmileg a királyi pecsét őrzéséért volt felelős. A tisztség a középkorban jött létre, amikor a pecsétet a király titkos dokumentumainak hitelesítésére használták. Eredeti funkciója az volt, hogy a titkos pecsétet (Privy Seal) kezelje, amely a Nagy Pecsét alternatívájaként szolgált kevésbé hivatalos ügyekhez. Idővel a Lord Privy Seal feladatai fokozatosan csökkentek, mivel a pecséthasználat jelentősége a modern államigazgatásban háttérbe szorult. A tisztség mára elsősorban ceremoniális, gyakorlati hatalom nélkül. Napjainkban a Lord Privy Seal címet gyakran egy másik kormányzati tisztséget betöltő személy kapja meg, mint például egy vezető miniszter, politikai kinevezettként. A tisztség betöltőjét a miniszterelnök jelöli, és az uralkodó nevezi ki. Bár a tisztség történelmileg a Privy Council (Államtanács) működéséhez kötődött, jelenlegi szerepe inkább szimbolikus, a hagyományok fenntartására szolgál. A cím viselője ritkán kap konkrét feladatokat, de rangja továbbra is kiemelt helyet biztosít a brit kormányzati hierarchiában.

### Lord Great Chamberlain
A Lord Great Chamberlain az uralkodói háztartáshoz kötődik. A pozíció eredetileg a királyi palota belső ügyeinek irányításáért volt felelős, beleértve a trónteremhez és az uralkodó személyéhez kapcsolódó ceremóniák szervezését. A tisztség örökletes, és jelenleg több család között oszlik meg egyedi jogok és megállapodások alapján. A Lord Great Chamberlain hagyományosan a koronázási szertartások során jelentős szerepet tölt be, például az uralkodói palást átadásával vagy az uralkodói ruházat rendbe hozásával. A pozíció viselője a Lordok Házában is különleges szereppel bír, ő vezeti az uralkodót, amikor a Házat meglátogatja, és a Westminster Hall hivatalos rendezvényein is jelen van. Bár a tisztség történelmileg központi szerepet játszott az udvari életben, mára kizárólag ceremoniális funkciókat lát el. A modern kormányzásban a Lord Great Chamberlainnek nincs politikai hatásköre vagy szerepe. A pozíció betöltője a mindenkori örökös, aki a vonatkozó családi megállapodások szerint kerül kijelölésre, és jogait az uralkodó hagyja jóvá. A tisztséghez kapcsolódó egyik fontos szimbólum a trónterem kulcsának őrzése, amely az uralkodóhoz való közelségét jelképezi. A Lord Great Chamberlain a brit alkotmányos monarchia és a királyi udvar hagyományainak egyik legmeghatározóbb szereplője.

### Lord High Constable
A Lord High Constable eredetileg az uralkodói hadsereg vezetéséért és a királyi igazságszolgáltatás felügyeletéért felelt. A tisztség a normann hódítás után jött létre, és központi szerepet játszott az angol királyi udvar katonai és adminisztratív rendszereiben. A középkorban a Lord High Constable a hadsereg főparancsnoka volt, aki felelős volt a hadjáratok logisztikájáért, a fegyelem fenntartásáért és az udvari párbajok elbírálásáért. A pozícióhoz tartozott a „Court of Chivalry“ (Lovagi Bíróság) irányítása is, amely a nemesi címekkel, családi címerekkel és párbajokkal kapcsolatos ügyeket tárgyalta. A tisztség gyakorlati jelentősége a Tudor-korszakban kezdett csökkenni, amikor az angol hadsereg irányítását új kormányzati intézmények vették át. A modern időkben a Lord High Constable szerepe kizárólag ceremoniális funkciókra korlátozódik, különösen a koronázási szertartásokon, ahol fontos feladatokat lát el. A tisztség hagyományosan örökletes, és hosszú időn keresztül a Beaumont bárók családjához tartozott, míg más esetekben az uralkodó nevezett ki tisztségviselőt. Ma a tisztséget általában ideiglenesen töltik be a koronázási ceremóniák idejére, ami aláhúzza annak történelmi, inkább mint gyakorlati jelentőségét. A Lord High Constable pozíciója így az Egyesült Királyság alkotmányos monarchiájának és katonai múltjának szimbolikus öröksége maradt. A tisztség a brit hagyományokat őrzi, és emlékeztet a középkori államigazgatás és katonai rendszer alapjaira.

### Earl Marshal
Az Earl Marshal a királyi ceremóniák megszervezéséért és felügyeletéért felelős. A tisztséget hagyományosan a Norfolk hercegei, a Howard család tagjai töltik be. Az Earl Marshal feladatai közé tartozik a koronázások, a parlament hivatalos megnyitói és az állami temetések megszervezése. Az angol heraldikai rendszer irányítása is az ő hatáskörébe tartozik, ideértve a College of Arms felügyeletét. A tisztség eredete a XIII. századra nyúlik vissza, amikor először William Marshal családjával hozták összefüggésbe. Az Earl Marshal címet 1672-ben örökítették a Norfolk hercegeire, amikor a Howard család visszakapta az előzőleg elveszített hercegi címet. A modern korban az Earl Marshal szerepe inkább szimbolikus, mint operatív, de továbbra is elengedhetetlen a monarchia protokolljának fenntartásában. Az aktuális Earl Marshal Edward Fitzalan-Howard, Norfolk 18. hercege.

### Lord High Admiral
A Lord High Admiral a királyi flotta legfőbb parancsnoka volt. A tisztség a XIV. században jött létre, amikor az angol haditengerészet irányításának szükségessége felmerült a növekvő tengeri konfliktusok miatt. A Lord High Admiral feladatai közé tartozott a flotta szervezése, a hajók felszerelése, a legénység toborzása és a tengeri hadviselés vezetése. A pozíció hagyományosan nagy hatalmat adott viselőjének, aki közvetlenül az uralkodónak tartozott felelősséggel. Az 1700-as években a tisztség jelentősége csökkent, és a tényleges haditengerészeti irányítást a brit Admiralitás vette át. A XIX. században a Lord High Admiral tisztségét hivatalosan „betöltetlen“ állapotba helyezték, és hatásköreit az Admiralitás testületének tagjai gyakorolták. A modern korban a tisztség inkább ceremoniális szerepet tölt be, és időnként az uralkodó vagy egy magas rangú családtag tölti be. II. Erzsébet brit királynő például 2011-ben férjének, Fülöp hercegnek adományozta a Lord High Admiral címet kilencvenedik születésnapjára. A tisztséghez hagyományosan szimbolikus hatalom társul, például az uralkodói flotta feletti jelképes parancsnokság. A Lord High Admiral pozíciója a brit haditengerészet történetének és hagyományainak szimbolikus megtestesítője maradt. Bár gyakorlati hatáskörei nincsenek, a tisztség továbbra is a brit monarchia és a haditengerészet közötti kapcsolatot jelképezi. Ez a pozíció a brit tengeri hatalom és az ahhoz kapcsolódó hagyományok egyik alapköve.

## Skócia
A Frank Birodalomban a majordomus cím megszüntetése után – annak feladatait szétosztva – hét korona-tisztviselőt hozott létre (rang szerint): a High Constable, a High Admiral, a High or Great Chancellor, a Great Justiciar, a Great Chamberlain, a Great Protonotary és a Great Steward vagy Seneschal. A Skót Királyság átvette ezt a modellt. II. Malcolm skót király idejére a Great Protonotary tisztség megszűnt, a Great Justiciar pozíciót a Lord Justice General váltotta fel.
A High Constable tisztségét a Hay klán vezetői, Erroll grófjai töltik be a XII. század óta. Eredetileg a Keith család vezetői voltak az Earl Marischal tisztség viselői, de 1716-ban a tisztség birtokosát hazaárulás miatt megfosztották rangjától, és a tisztséget azóta nem adományozták újra. Argyll hercegei a Masters of the Household örökletes (nemesi címhez hasonlóan öröklődő) tisztséget töltik be. Az összes többi tisztség a Korona kinevezése. Sok ilyen tisztség, amely eredetileg politikai hatalommal járt, ma már csupán ceremoniális szerepet tölt be.
A megmaradt tisztségek Skócia igazságszolgáltatásához kapcsolódnak. A Lord Justice General eredetileg egy jelentős nemesi rang volt, bár a XIX. században a tisztséget egyesítették a Lord President of the Court of Session pozícióval. Jelenleg a Lord Justice General Skócia igazságszolgáltatásának vezetője. A Lord Clerk Register egy vegyes feladatokat ellátó tisztviselő, amely magában foglalja a skót képviselő pair-ek választásainak lebonyolítását, valamint születések és halálozások nyilvántartását. A Lord Advocate Skócia jogi hivatalainak vezetője; minden ügyész az ő nevében jár el. A Lord Justice Clerk a Lord Justice General helyetteseként szolgál. Végül a Lord Lyon King of Arms, aki a Lyon Court egyedüli bírája, amely a heraldikai ügyekkel kapcsolatos esetekben dönt (ennek angol párja a Court of Chivalry)

### A korona tisztviselői
| Hivatal                                   | Jelenleg                                                            | Jegyzetek |
| ----------------------------------------- | ------------------------------------------------------------------- | --- |
| Lord President of the Council of Scotland | —                                                                   | A Skót Titkos tanács 1708-ban megszűnt. |
| Lord High Chamberlain of Scotland         | —                                                                   | Charles Lennox Richmond 1. hercege 1703-ban lemondott róla a korona javára. |
| Lord High Steward of Scotland             | Vilmos (2025) Rothesay hercege Prince and Great Steward of Scotland | Egyesült a Lord Steward tisztséggel, majd később a Koronával, amikor II. Róbert örökölte a skót trónt, később újra odaítélték a trónörökösnek, aki jelenleg a Rothesay hercege.                                                |
| Lord High Constable of Scotland           | Merlin Hay, Erroll 24. grófja                                       | A Hay-család, a későbbi Erroll grófjai birtokolják a XII. század óta. |
| Knight Marischal of Scotland              | —                                                                   | William Hamilton Hamilton 11. hercegének halála, 1863 óta betöltetlen. |
| Earl Marischal of Scotland                | —                                                                   | A tisztséget 1716-ban elkobozták George Keith-től, a 10. Earl Marichal-tól, a jakobita lázadásban való részvételéért. |
| Lord High Admiral of Scotland             |                                                                     | Charles Lennox Richmond 1. hercege 1703-ban lemondott róla a korona javára. Megszűnt 1707-ben, amikor a cím utolsó viselőjét, David Wemyss-t, Wemyss 4. grófját Skócia altengernagyává (Vice Admiral of Scotland) nevezték ki. |
| Keeper of the Great Seal of Scotland      | John Swinney                                                        | A tisztséget 1926 és 1999 között a Secretary of State for Scotland töltötte be, 1999 óta pedig a First Minister. |

1707 előtt nyolc állami tisztviselő volt: négy magas rangú és négy alacsonyabb rangú tisztségviselő. Ezt egy parlamenti törvény korlátozta, amely szerint két tisztséget, a Comptroller-t és a Master of Requests-t, egyesítették a Lord High Treasurer és a Lord Secretary tisztségekkel. A magas rangú tisztviselők közé tartoztak a Lord High Chancellor, a Lord High Treasurer, a Lord Privy Seal és a Lord Secretary; az alacsonyabb rangú tisztviselők pedig a Lord Clerk Register, a Lord Advocate, a Lord Treasurer-depute és a Lord Justice Clerk, melyek közül csak a Lord Clerk Register rangsora volt rögzített.
Számos tisztség megszűnt az 1707-es unió idején vagy röviddel azután. Ezek közé tartozott a High Chancellor, a High Treasurer, a Secretary of Scotland, a Treasurer-depute, a President of the Privy Council és a High Admiral of Scotland.

### Állami tisztviselők
| Megnevezés | Utolsó 1707 előtt | Jelenleg                            | Jegyzetek |
| Az állam magas rangú tisztviselői                                                                                            | Az állam magas rangú tisztviselői | Az állam magas rangú tisztviselői   | Az állam magas rangú tisztviselői                                                                                         |
| --- | --- | ----------------------------------- | --- |
| Lord Chancellor of Scotland                                                                                                  | James Ogilvy Seafield 1. grófja | —                                   | 1701-ben egyesült az angol Lord High Chancellor tisztségével, és létrejött a Nagy-Britannia Lord High Chancellor hivatal. |
| Lord High Treasurer of Scotland (Lord High Treasurer, Comptroller, Collector-General, and Treasurer of the New Augmentation) | A címet nem viselte egyetlen személy, a feladatot egy bizottság látta el: - James Ogilvy, Seafield 1. grófja (vezető), - David Boyle, Glasgow 1. grófja (helyettes) - Francis Montgomerie – parlamenti pénzügyekért felelős | [ 18 ]                              | 1701-ben egyesült az angol Lord High Treasurer tisztségével, így létrejött a Nagy-Britannia Lord High Treasurer hivatala. |
| Lord Keeper of the Privy Seal of Scotland                                                                                    | James Douglas, Queensberry 2. hercege | —                                   | Gavin Campbell, Breadalbane 1. márkijának 1921-es halála óta betöltetlen.                                                 |
| Lord Secretary of Scotland Secretary of State for Scotland                                                                   | Hugh Campbell, Loudoun 3. grófja és John Erskine, Mar 23. és 6. grófja | —                                   | A hivatalt 1709-ben megszünt.                                                                                             |
| Az állam alacsonyabb rangú tisztviselői                                                                                      | |                                     | |
| Lord Clerk Register | David Boyle, Glasgow 1. grófja | Elish Angiolini (2025)              | 1817 óta egyben Skócia pecséttartója (Keeper of the Signet) is.                                                           |
| Lord Advocate]] (His Majesty's (Lord) Advocate)                                                                              | Sir James Stewart | Dorothy Bain (2025)                 | |
| Lord Treasurer-depute | David Boyle, Glasgow 1. grófja | —                                   | A hivatalt 1709-ben megszűnt az 1707-es Uniós Szerződés értelmében.                                                       |
| Lord Justice Clerk | Adam Cockburn, Lord Ormiston | Leeona Dorrian, Lady Dorrian (2025) | |
| Eltörölt állami beosztások                                                                                                   | |                                     | |
| Comptroller of Scotland | — | —                                   | Beolvadt a skót Lord High Treasurer hivatalába.                                                                           |
| Master of Requests for Scotland                                                                                              | — | —                                   | Beolvadt a skót Lord Secretary of Scotland hivatalába.                                                                    |

Az „állami tisztviselő” kifejezést néha lazán használják bármely jelentős koronához kapcsolódó hivatalra. Akárcsak Angliában, Skóciában is számos hivatal örökletes, mint egy nemesi cím. Számos történelmi hivatal megszűnt az 1707-es Uniós Szerződés idején vagy röviddel azután. Emellett léteznek a Korona tisztviselői (Officers of the Crown) és a Királyi Udvar főtisztviselői (Great Officers of the Royal Household) is. Ezeket az állami tisztviselőket szintén „Korona tisztviselőinek” nevezték, annak ellenére, hogy külön csoportot alkottak, akik nem számítottak állami tisztviselőknek. Ők, ellentétben az állami tisztviselőkkel, nem vettek részt vagy szavaztak az üléseken.

## Fordítás
- Ez a szócikk részben vagy egészben  a   Great Officers of State (United Kingdom) című angol Wikipédia-szócikk ezen változatának fordításán alapul.  Az eredeti cikk szerkesztőit annak laptörténete sorolja fel. Ez a jelzés csupán a megfogalmazás eredetét és a szerzői jogokat jelzi, nem szolgál a cikkben szereplő információk forrásmegjelöléseként. 2025. január 1.